# Lista de presidentes do Mali
O Presidente da República do Mali é chefe de estado e comandante em chefe das forças armadas. A seguir a lista de presidentes e chefes de estado do Mali desde 1960. 

## Presidentes e chefes de Estado do Mali (1960-presente)
| № | Retrato | Nome                                                           | Mandato                | Mandato                          | Partido      | Eleição   |
| - | ------- | -------------------------------------------------------------- | ---------------------- | -------------------------------- | ------------ | --------- |
| 1 |         | Modibo Keïta (1915-1977)                                       | 20 de junho de 1960    | 19 de novembro de 1968 (Deposto) | US-RDA       | 1960 1964 |
| 2 |         | Moussa Traoré (1936-2020)                                      | 19 de novembro de 1968 | 26 de março de 1991 (Deposto)    | Militar/UPDM | 1979 1985 |
| - |         | Amadou Toumani Touré (Interino) (1948-2020)                    | 26 de março de 1991    | 8 de junho de 1992               | Militar      | —         |
| 3 |         | Alpha Oumar Konaré (n.1946)                                    | 8 de junho de 1992     | 8 de junho de 2002               | ADEMA-PASJ   | 1992 1997 |
| 4 |         | Amadou Toumani Touré (1948-2020)                               | 8 de junho de 2002     | 22 de março de 2012 (Deposto)    | Independente | 2002 2007 |
| - |         | Amadou Sanogo (Interino) (n.1972/73)                           | 22 de março de 2012    | 12 de abril de 2012              | Militar      | —         |
| - |         | Dioncounda Traoré (Presidente da Assembleia Nacional) (n.1942) | 12 de abril de 2012    | 4 de setembro de 2013            | ADEMA-PAJS   | —         |
| 5 |         | Ibrahim Boubacar Keïta (1945-2022)                             | 4 de setembro de 2013  | 18 de agosto de 2020 (Deposto)   | RPM          | 2013 2018 |
| - |         | Assimi Goïta (Interino) (n.1983)                               | 18 de agosto de 2020   | 25 de setembro de 2020           | Militar      | —         |
| - |         | Bah Ndaw (em exercício) (n.1950)                               | 25 de setembro de 2020 | 24 de maio de 2021 (Deposto)     | Independente | —         |
| - |         | Assimi Goïta (Interino) (n.1983)                               | 24 de maio de 2021     | Presente                         | Militar      | —         |